# John Paiva
John Paiva (* 1943 in Bristol, Rhode Island) ist ein US-amerikanischer Gitarrist. Paiva arbeitete im Laufe seiner Karriere mit bekannten internationalen Musikern zusammen.

## Wirken
John Paiva war Bandleader und Gitarrist für Herb Reed und die Platters. Er war Gitarrist und Sänger der Gruppe The Happenings, die zwei Nummer-eins-Hits hatten: „I Got Rhythm“ und „Mamie“. Als festes Mitglied von Frankie Valli and the Four Seasons tourte er durch USA, Europa, Australien und Neuseeland. Diese Gruppe erreichte mit Paiva an der Gitarre zwei Gold-Singles und eine Platin-LP für ihre Songs „Who Loves You“ und „December 63“. Danach wurde er festes Orchestermitglied in einem renommierten Freizeithotel im Staat New York mit Künstlern wie Dick Haymes, Mickey McLaine und Buddy Greco.
In Deutschland arbeitete Paiva mit Harald Rüschenbaum und war Gastsolist bei den Münchner Philharmonikern. Außerdem war er Gitarrist für Ron Williams. Er spielte Gitarre, Mandoline und Banjo in Münchens „Deutschem Theater“ in den Musicals „Evita“, „Ein Käfig voller Narren“ und „Chicago“. Ferner war er musikalischer Leiter der politischen Satiresendung „Ron Williams TV-Special“, in Münchens Residenztheater für „Rendezvous of the Clown“ und bei der Münchner Lach- und Schießgesellschaft; außerdem arbeitete er unter anderem für Bill Ramseys „Lieder und Leute“.
Paiva lebt seit 1980 in München und arbeitet dort als Musiker und privater Musiklehrer. Neben seinen eigenen Gruppierungen „Dirty Hands“ und dem Country-Duo „Blue Country“ tritt er auch als Solo-Künstler auf und spielt sporadisch in der Band von Steve Hooks.